# Тейлор, Маргарет
Маргарет Маколл Смит Тейлор (англ. Margaret Mackall Smith Taylor; 21 сентября 1788 года — 14 августа 1852 года) — жена 12 президента США Закари Тейлора и Первая леди США с 1849 по 1850 год.

## Биография

### Ранняя жизнь и замужество
Маргарет родилась 21 сентября 1788 года в округе Калверт штата Мэрилэнд в семье богатого плантатора и ветерана американской революции Уолтера Смита и его жены Энн Макколл.
В 1809 году, во время визита к своей сестре в штат Кентукки, она познакомилась с Закари Тейлором, который был на тот момент лейтенантом и находился в отпуске.
21 июня 1810 года лейтенант Тейлор и Маргарет Смит поженились в доме миссис Мэри Чу, сестры невесты, расположенном недалеко от Луисвилля, Кентукки. На момент женитьбы жениху и невесте было 25 лет и 21 год соответственно.
Маргарет Тейлор была набожной, ежедневно молилась за своего мужа-военного, чтобы он благополучно вернулся с поля боя. Во время его отъездов она была довольно замкнута. Когда Закари участвовал в американо-мексиканской войне, Маргарет жила на их плантации неподалёку от города Родни, находившегося в округе Джефферсон штата Миссисипи.

### Первая леди
4 марта 1849 года Закари Тейлор стал 12-м президентом США, а Маргарет — 12-й первой леди штатов. Известно, что она была не рада политической карьере мужа, так как боялась личных последствий.
К этому времени у Маргарет испортилось здоровье, сказались многочисленные сопровождения мужа из форта в форт, а также перенесение нескольких родов. Из-за плохого самочувствия она уединилась на втором этаже Белого дома, передав обязанности официальной хозяйки своей дочери Мэри Элизабет «Бетти» Блисс.

### Смерть
Здоровье Маргарет резко ухудшилось после внезапной смерти Закари в 1850 году. Она умерла два года спустя 14 августа 1852 года и была похоронена недалеко от Луисвилля, штат Кентукки рядом с мужем.

### Дети
- Энн Маколл Тейлор-Вуд (1811—1875).
- Сара Нокс Тейлор (1814—1835), первая жена Джефферсона Дэвиса.
- Оливия Тейлор (1816—1820).
- Маргарет Смит Тейлор (1819—1820).
- Мэри Элизабет «Бетти» Тейлор (1824—1909).
- Ричард «Дик» Тейлор (1826—1879).